# سبینیس
سبینیس (انگلیسی: Spinneys) یا اسپینیس، شرکت خرده‌فروشی اماراتی است، که در سال ۱۹۲۴ تأسیس شد.